# 1951年の音楽
1951年の音楽（1951ねんのおんがく）では、1951年（昭和26年）の世界の音楽についてまとめる。

## 概要
- ジャッキー・ブレンストン&ヒズ・デルタ・キャッツが1951年3月3日に「ロケット88」を録音し、同年4月1日にチェス・レコードからシングルとしてリリースした。この曲は後に「最初のロックンロール曲の有力候補」になっている[1]。
- 日本コロムビア（現・日本コロムビア株式会社）が。1951年3月20日に「長時間レコード（後にLPレコード）」を日本初として発売した。発売日は「LPレコードの日」と制定されている[2]。
- 1月3日 - 第1回NHK紅白歌合戦
  - トップバッター - 菅原都々子(紅)、鶴田六郎(白)
  - トリ - 渡辺はま子(紅)、藤山一郎(白)

## 洋楽・話題曲
- ジャッキー・ブレンストン&ヒズ・デルタ・キャッツ「ロケット88」
- ナット・キング・コール[3]「トゥー・ヤング」
- ジョニー・レイ「クライ」
- マリオ・ランザ「ビー・マイ・ラブ」
- ルロイ・アンダーソン作曲「ブルー・タンゴ」
- ゴードン・ジェイコブ作曲「祝典のための音楽」
- パーシー・メイフィールド「ロスト・ラヴ」

## 洋楽アルバム
- マイルス・デイヴィス「ディグ」

## 邦楽シングル
- 津村謙「上海帰りのリル」「東京の椿姫」
- 安藤まり子「カチューシャ」
- 久慈あさみ「黄色いリボン」
- 美空ひばり「私は街の子」「ひばりの花売娘」「あの丘を越えて」
- 淡谷のり子「白樺の小径」
- 藤山一郎「西鉄ライオンズの歌」「ニコライの鐘」
- 三木鶏郎、丹下キヨ子、森繁久彌「僕は特急の機関士で」
- 菅原都々子「連絡船の唄」「江の島悲歌」「憧れは馬車に乗って」
- 暁テル子「ミネソタの卵売り」「東京シューシャインボーイ」
- 灰田勝彦「アルプスの牧場」「野球小僧」「ボクはアマチュアカメラマン」「水色のスーツケース」
- 小畑実「高原の駅よさようなら」「山の端に月の出るとき」
- 三條町子「東京悲歌」
- 久保幸江「ヤットン節」
- 久保幸江、加藤雅夫「トンコ節」
- 岡本敦郎「あこがれの郵便馬車」「リラの花咲く頃」
- 高峰三枝子「牧場の花嫁さん」「情熱のルンバ」
- 岡晴夫「船は港にいつ帰る」
- 二葉あき子「えり子の唄」「巴里の夜」
- 瀬川伸「上州鴉」
- 柴田つる子「港に灯のともるとき」
- 童謡「めだかの学校」

## 主な音楽賞
| 賞                  | 受賞作・受賞者                                           |
| ------------------- | -------------------------------------------------------- |
| 第6回芸術祭賞       | - 奨芸術祭賞(音楽部門) - NHK清元「十三夜」作詞作曲演奏者 |
| 第1回サンレモ音楽祭 | - 大賞 - ニラ・ピッツイ「花をありがとう」                |

## 誕生
- 1951年1月1日（74歳） - 村上秀一、ドラマー、元赤い鳥/元バンブー/元カミーノ
- 1月5日 - 山口正美、作曲家
- 1月6日 - すずき一平、シンガーソングライター
- 1月7日 - 川崎雅夫、ヴァイオリニスト・ヴィオリスト
- 1月8日 - もんたよしのり、シンガーソングライター・俳優
- 1月9日 - クリスタル・ゲイル、カントリー歌手
- 1月12日 - アイ高野、歌手・ドラマー、ザ・カーナビーツ（+2006年・55歳没）
- 1月13日 - 船山基紀、作曲家・アレンジャー
- 1月14日 - マーク・イーガン、ベーシスト・トランペッター
- 1月15日 - ビフ・バイフォード、歌手、サクソン
- 1月18日 - スティーヴ・グロスマン、サックス奏者（+2020年・69歳没）
- 1月19日 - 有川正沙子、作詞家
- 1月20日 - イアン・ヒル、ベーシスト、ジューダス・プリースト
- 1月20日 - イヴァン・フィッシャー、指揮者
- 1月23日 - デヴィッド・パトリック・ケリー、俳優・歌手
- 1月23日 - 吉田照美、フリーアナウンサー・タレント・歌手。元文化放送アナウンサー
- 1月24日 - 五輪真弓、シンガーソングライター
- 1月24日 - 月田秀子、ファド歌手（+2017年・66歳没）
- 1月24日 - ミクローシュ・セントヘイ、ヴァイオリニスト
- 1月26日 - ロイ・グッドマン、指揮者・ヴァイオリニスト
- 1月27日 - ブライアン・ダウニー、ドラマー、シン・リジィ
- 1月28日 - ビリー・ネルソン、ミュージシャン、元ファンカデリック
- 1月30日 - フィル・コリンズ、ミュージシャン（ジェネシス・ブランドX）
- 1月30日 - アンディ・アンダーソン、ドラマー、ザ・キュアー（+2019年・68歳没）
- 1月31日 - フィル・マンザネラ、ギタリスト、ロキシー・ミュージック
- 2月 - 村崎和子、ピアニスト
- 2月1日 - サニー・ランドレス、ギタリスト・歌手
- 2月1日 - 中村雅俊、俳優・歌手
- 2月2日 - アルフォンソ・ジョンソン、ジャズベーシスト
- 2月3日 - 角田健一、トロンボーン奏者
- 2月3日 - 速水清司、ギタリスト、元井上堯之バンド
- 2月3日 - 廣田龍人、ミュージシャン
- 2月5日 - 中尾隆聖、俳優・歌手・声優
- 2月6日 - 橘麻紀、女優・歌手
- 2月8日 - ゼヴ、詩人・ミュージシャン（+2017年・66歳没）
- 2月9日 - デヴィッド・ポメランツ、歌手
- 2月10日 - 渡辺茂樹、キーボーディスト、ザ・ワイルドワンズ（+2014年・63歳没）
- 2月11日 - イオシフ・ラディオノフ、ヴァイオリニスト
- 2月14日 - 赤松愛、オルガニスト、元オックス
- 2月14日 - シルヴェイン・シルヴェイン、ギタリスト、ニューヨーク・ドールズ（+2021年・69歳没）
- 2月15日 - 中村耕一、歌手、元THE JAYWALK
- 2月15日 - メリサ・マンチェスター、シンガーソングライター
- 2月16日 - 多岐川裕美、女優・歌手
- 2月17日 - モニーク・メルセン、歌手
- 2月19日 - アラン・メリル、ロックミュージシャン（+2020年・69歳没）
- 2月19日 - 梅林茂、作曲家・音楽プロデューサー
- 2月19日 - ホレス・アンディ、レゲエ歌手
- 2月22日 - 売野雅勇、作詞家
- 2月22日 - エレン・グリーン、女優・歌手
- 2月22日 - 大貫憲章、音楽評論家
- 2月25日 - 近田春夫、ミュージシャン・音楽評論家
- 2月25日 - 中嶋陽二、ベーシスト、元はしだのりひことクライマックス
- 2月28日 - 横井康和、ベーシスト
- 3月1日 - 片山広明、サックス奏者、渋さ知らズ（+2018年・67歳没）
- 3月1日 - スコット・ロス、オルガン奏者（+1989年・33歳没）
- 3月3日 - 小野千春、元歌手・女優（+1999年頃・48歳没）
- 3月4日 - クリス・レア、シンガーソングライター
- 3月4日 - セシリア・トッド、歌手
- 3月4日 - 山本リンダ、歌手
- 3月5日 - マイケル・ゴア、作曲家
- 3月6日 - 田中健、俳優・ケーナ奏者
- 3月7日 - フランシス・ロッコ・プレスティア、ベーシスト、タワー・オブ・パワー（+2020年・69歳没）
- 3月8日 - 鮎川いずみ、元女優・元歌手
- 3月9日 - ザキール・フセイン、タブラ奏者
- 3月10日 - 芹洋子、歌手
- 3月10日 - ブラッド・フィーデル、作曲家
- 3月10日 - 宮城純子、ピアニスト
- 3月10日 - ルイス・クラレ、チェリスト
- 3月11日 - 佐藤隆、シンガーソングライター
- 3月11日 - 松崎悦子、歌手（チェリッシュ）
- 3月15日 - 中里綴、作詞家・元女優・元歌手（+1988年・36歳没）
- 3月17日 - スコット・ゴーハム、ギタリスト、シン・リジィ
- 3月18日 - ビル・フリゼール、ギタリスト
- 3月20日 - 今泉敏郎、作曲家 （+ 2008年・57歳没）
- 3月20日 - ジミー・ヴォーン、ミュージシャン
- 3月21日 - 岩城滉一、俳優・元歌手
- 3月23日 - 金森幸介、シンガーソングライター
- 3月25日 - 勝田友彰、テノール歌手
- 3月25日 - 田尾将実、作曲家
- 3月26日 - 山本伸吾、俳優・ミュージシャン
- 3月26日 - ロザンナ・フラテッロ、歌手・女優
- 3月27日 - クリス・スチュワート、元ドラマー、元ジェネシス
- 3月28日 - マッティ・ペロンパー、俳優・ミュージシャン（+1995年・44歳没）
- 3月30日 - いとうたかお、シンガーソングライター
- 3月31日 - 金珉基、歌手
- 3月31日 - ポール・ダ・ヴィンチ、歌手
- 4月 - とまりれん、作詞家・作曲家
- 4月1日 - 佐藤秀光、ドラマー、元クールス
- 4月2日 - 有澤孝紀、作曲家（+2005年・54歳没）
- 4月2日 - 忌野清志郎、ミュージシャン（+ 2009年・58歳没）
- 4月4日 - ルイス・ヘンリック・ポンジェッター、ダンサー・ジンギスカンメンバー（+ 1993年・42歳没）
- 4月5日 - 桐野丈二郎、作曲家
- 4月5日 - 中川ヒロシ、作曲家・音楽プロデューサー、平和勝次とダークホース
- 4月6日 - パスカル・ロジェ、ピアニスト
- 4月7日 - ジャニス・イアン、シンガーソングライター
- 4月7日 - ブルース・ゲイリー、ドラマー、ザ・ナック（+2006年・55歳没）
- 4月7日 - ボブ・バーグ、サクソフォーン奏者（+2002年・51歳没）
- 4月8日 - 桃井かおり、女優・歌手
- 4月13日 - ピーボ・ブライソン、歌手
- 4月13日 - ヘイドン・ベンドール、音楽プロデューサー・音響技術者
- 4月14日 - ジュリアン・ロイド・ウェバー、チェリスト
- 4月15日 - ビル・マコーミック、歌手、マッチング・モウル
- 4月19日 - マーカス・クリード、指揮者
- 4月20日 - ルーサー・ヴァンドロス、歌手（+2005年・54歳没）
- 4月21日 - デヴィッド・マレット、シンガーソングライター
- 4月21日 - 芳野藤丸、ミュージシャン、SHŌGUN/元THE TRIPLE X
- 4月22日 - 北村謙、フォークシンガー
- 4月22日 - ポール・キャラック、歌手、元スクイーズ/元マイク・アンド・ザ・メカニックス
- 4月22日 - マリ・タンペレ＝ベズロドニー、ヴァイオリニスト
- 4月27日 - エース・フレーリー、ギタリスト、元キッス
- 4月27日 - 富澤一誠、音楽評論家
- 5月2日 - 麻田マモル、歌手、俳優（+2017年・65歳没）
- 5月3日 - クリストファー・クロス、シンガーソングライター
- 5月4日 - 近藤房之助、ブルース歌手
- 5月4日 - ジャッキー・ジャクソン、歌手
- 5月4日 - ミック・マーズ、ギタリスト（モトリー・クルー）
- 5月5日 - モト冬樹、タレント・ギタリスト・歌手
- 5月5日 - シプリアン・カツァリス、ピアニスト・作曲家
- 5月6日 - ゲアハルト・グルーバー、ピアニスト
- 5月7日 - バーニー・マースデン、ギタリスト、元ホワイトスネイク
- 5月7日 - リシャール・ピナス、ギタリスト、元エルドン
- 5月8日 - 大村雅朗、作曲家・アレンジャー（+ 1997年・46歳没）
- 5月8日 - ジョゼフ・ジウンタ、指揮者
- 5月8日 - フィリップ・ベイリー、歌手、アース・ウィンド・アンド・ファイアー
- 5月13日 - ポール・トンプソン、ドラマー、元ロキシー・ミュージック
- 5月14日 - ジェイ・ベッケンスタイン、サクソフォーン奏者
- 5月15日 - ファーギー・フレデリクセン、歌手、元TOTO（+2014年・62歳没）
- 5月16日 - ジョナサン・リッチマン、ミュージシャン
- 5月18日 - カルメン・マキ、歌手・ロックミュージシャン
- 5月18日 - マイク・ベアード、ドラマー
- 5月19日 - ジョーイ・ラモーン、歌手、ラモーンズ（+2001年・49歳没）
- 5月21日 - 林立夫、ドラマー、ティン・パン・アレー
- 5月24日 - 福沢恵介、シンガーソングライター
- 5月24日 - ペトル・アルトリフテル、指揮者
- 5月25日 - 徳武弘文、ギタリスト、ラストショウ
- 6月1日 - 浅野孝已、ギタリスト、ゴダイゴ（+2020年・68歳没）
- 6月1日 - ダニエル・ミラー、音楽プロデューサー
- 6月8日 - ボニー・タイラー、歌手
- 6月8日 - トニー・ライス、ミュージシャン（+2020年・69歳没）
- 6月9日 - ジェームズ・ニュートン・ハワード、映画音楽作曲家
- 6月9日 - 渋谷陽一、音楽評論家・ロッキング・オン代表取締役社長
- 6月10日 - クマ原田、ベーシスト、元シング・アウト
- 6月10日 - ステファン・エリス、歌手、サバイバー（+2019年・67歳没）
- 6月10日 - 成世昌平、演歌歌手
- 6月11日 - ラリー・スミス、音楽プロデューサー（+2014年・63歳没）
- 6月12日 - ブラッド・デルプ、歌手、ボストン（+2007年・55歳没）
- 6月13日 - ホルヘ・サンタナ、歌手、サンタナ（+2020年・68歳没）
- 6月15日 - スティーヴ・ウォルシュ、ミュージシャン、元カンサス
- 6月17日 - 村山一海、歌手、クールス
- 6月20日 - 歌川二三子、演歌歌手
- 6月20日 - ブルンネン、歌手、Kとブルンネン
- 6月20日 - 宮永英一、歌手・ドラマー
- 6月21日 - ドン・エイリー、ミュージシャン
- 6月22日 - 丸山繁雄、ジャズヴォーカリスト
- 6月25日 - エルフィ・スカエシ、歌手
- 6月29日 - 行方均、音楽評論家（+2020年・68歳没）
- 6月30日 - スタンリー・クラーク、ベーシスト、元リターン・トゥ・フォーエヴァー
- 6月30日 - 田中昌之、歌手、元クリスタルキング
- 7月1日 - テレンス・マン、俳優・歌手
- 7月5日 - 藤圭子、歌手（+2013年・62歳没）
- 7月7日 - ジュリアーノ・カルミニョーラ、ヴァイオリニスト
- 7月7日 - フランシスコ・ゲレーロ・マリン、作曲家（+1997年・46歳没）
- 7月7日 - マイケル・ヘンダーソン、ベーシスト
- 7月10日 - 大杉久美子、歌手
- 7月11日 - 山本正之、歌手、声優、俳優、作曲家
- 7月12日 - ウド・ダーメン、ドラマー
- 7月12日 - シェリル・ラッド、女優・歌手
- 7月12日 - シャシュ・シルビア、ソプラノ歌手
- 7月15日 - グレゴリー・アイザックス、歌手（+2010年・59歳没）
- 7月16日 - 浜口茂外也、パーカッショニスト、元バンブー
- 7月22日 - オレグ・ガズマノフ、歌手
- 7月25日 - ヴァーダイン・ホワイト、ベーシスト、アース・ウィンド・アンド・ファイアー
- 7月26日 - 西村入道、歌手
- 7月28日 - T.M.スティーヴンス、ミュージシャン
- 7月31日 - ハワード・レヴィ、ジャズミュージシャン
- 8月 - 吉野大作、シンガーソングライター
- 8月1日 - トミー・ボーリン、ギタリスト、元ディープ・パープル、ジェイムス・ギャング（+ 1976年）
- 8月2日 - アンドリュー・ゴールド、ミュージシャン（+2011年・59歳没）
- 8月2日 - ジョー・リン・ターナー、歌手、レインボー
- 8月2日 - スティーヴ・ヒレッジ、ミュージシャン、元ゴング/元システム7
- 8月2日 - 中本直樹、音楽プロデューサー
- 8月6日 - 甲斐正人、作曲家
- 8月6日 - バイソン片山、ジャズドラマー
- 8月7日 - ピート・ウェイ、ベーシスト、UFO（+2020年・69歳没）
- 8月10日 - 青山孝史、歌手・俳優・タレント、フォーリーブス（+2009年・57歳没）
- 8月12日 - 松武秀樹 作曲家、元YMOサポートメンバー
- 8月13日 - ダン・フォーゲルバーグ、シンガーソングライター（+2007年・56歳没）
- 8月15日 - グジェゴシュ・ノヴァーク、指揮者
- 8月15日 - ボビー・コールドウェル、歌手
- 8月16日 - ロベルト・HP・プラッツ、指揮者
- 8月18日 - 柴田恭兵、俳優・歌手
- 8月19日 - ジョン・ディーコン、ミュージシャン、クイーン
- 8月19日 - Marie、ミュージシャン、元Marie with MEDUSA
- 8月20日 - ピーター・バラカン、音楽評論家
- 8月20日 - マルセル・ダディ、ギタリスト（+1996年・44歳没）
- 8月21日 - グレン・ヒューズ、ミュージシャン、元ディープ・パープル
- 8月23日 - ジミ・ジェイミソン、歌手（+2014年・63歳没）
- 8月24日 - ミレイユ・バウアー、パーカッショニスト、元ゴング
- 8月25日 - ロブ・ハルフォード、ミュージシャン、ジューダス・プリースト
- 8月28日 - 甲斐智陽、演出家・脚本家・ミュージシャン
- 8月28日 - 鈴木慶一、ミュージシャン
- 8月29日 - 大西隆之、作曲家
- 9月3日 - 大森信和、ギタリスト、甲斐バンド（+2004年・52歳没）
- 9月7日 - クリッシー・ハインド、ミュージシャン、プリテンダーズ
- 9月7日 - マーク・アイシャム、ミュージシャン
- 9月7日 - モーリス・アルバート、シンガーソングライター
- 9月8日 - 木之元亮、俳優・歌手
- 9月8日 - 水沢有美、歌手・女優
- 9月8日 - ラーンキ・デジェー、ピアニスト
- 9月10日 - 倉本裕基、作曲家・ピアニスト
- 9月13日 - 石桁冬樹、作曲家
- 9月15日 - トム・フレイシュマン、サウンド・エンジニア
- 9月18日 - 黒川照家、ギタリスト、元1986オメガトライブ（+2020年・68歳没）
- 9月19日 - 佳山明生、演歌歌手
- 9月19日 - ダニエル・ラノワ、音楽プロデューサー
- 9月19日 - 破廉ケンチ、ミュージシャン、元RCサクセション
- 9月22日 - デイヴィッド・カヴァデール、ミュージシャン、ホワイトスネイク
- 9月22日 - 安村好弘、作曲家
- 9月30日 - 竜真知子、作詞家
- 10月1日 - 原田伸郎、タレント・歌手
- 10月2日 - スティング、ミュージシャン、ポリス
- 10月2日 - ロミナ・パワー、女優・歌手
- 10月3日 - ケブ・モ、ブルースミュージシャン
- 10月3日 - ニック・グレニー＝スミス、作曲家・指揮者
- 10月5日 - ボブ・ゲルドフ、ミュージシャン・政治活動家
- 10月6日 - 長岡和弘、	ベーシスト、甲斐バンド
- 10月7日 - ジョン・メレンキャンプ、ミュージシャン
- 10月7日 - フラワー・メグ、女優・歌手
- 10月10日 - ジャネット、シンガーソングライター
- 10月13日 - 北炭生、フォークシンガー
- 10月16日 - 阿川泰子、ジャズ歌手・元女優
- 10月18日 - 一澪かずや、作詞家
- 10月18日 - ニック・ポッター、ベーシスト（+2013年・61歳没）
- 10月19日 - 高山厳、歌手
- 10月23日 - チャーリー・ガルシア、シンガーソングライター
- 10月25日 - 朝倉隆、元俳優・元歌手
- 10月26日 - ブーツィー・コリンズ、ミュージシャン
- 10月27日 - K・K・ダウニング、ギタリスト、元ジューダス・プリースト
- 10月29日 - 小倉一郎、俳優・歌手
- 10月30日 - マンフレート・シュターンケ、作曲家
- 11月1日 - 今陽子、歌手
- 11月1日 - スーザン・ツェー、オペラ歌手・女優
- 11月1日 - 千野秀一、キーボーディスト
- 11月1日 - 李龍基、歌手・俳優
- 11月1日 - ロナルド・ベル、歌手、クール&ザ・ギャング（+2020年・68歳没）
- 11月2日 - ジェレミー・メニューイン、ピアニスト
- 11月2日 - スーザン・カドガン、レゲエ歌手
- 11月5日 - 天地真理、元アイドル歌手
- 11月12日 - 木原慶吾、歌手
- 11月12日 - ミッキー・ヤマモト、歌手、元柳ジョージ&レイニーウッド
- 11月13日 - 伊勢正三、シンガーソングライター
- 11月13日 - ジョン・海山・ネプチューン、尺八奏者・製管師
- 11月14日 - アレック・ジョン・サッチ、元ベーシスト、元ボン・ジョヴィ
- 11月14日 - フランキー・バネリ、ドラマー、クワイエット・ライオット（+2020年・68歳没）
- 11月14日 - 安永徹、ヴァイオリニスト
- 11月15日 - 中村裕介、ミュージシャン
- 11月15日 - ビヴァリー・ダンジェロ、女優・歌手・声優
- 11月15日 - ロリ・リーバーマン、歌手
- 11月16日 - オール巨人、漫才師・歌手、オール阪神・巨人
- 11月17日 - 小原礼、ベーシスト、元サディスティック・ミカ・バンド
- 11月18日 - ハインリヒ・シフ、チェリスト・指揮者
- 11月19日 - 松任谷正隆、音楽プロデューサー・作曲家
- 11月20日 - レオン・ヒエコ、フォーク・ポップス歌手
- 11月22日 - ケント・ナガノ、指揮者
- 11月23日 - 石田ゆり、元歌手
- 11月23日 - 松下功、作曲家（+2018年・66歳没）
- 11月24日 - ジェフリー・スワン、ピアニスト
- 11月26日 - シュターッレル・イロナ、女優・歌手・政治家
- 11月27日 - テリー・デサリオ、歌手
- 11月28日 - 青山一也、実業家・元俳優・元歌手
- 11月28日 - あべ静江、歌手・女優
- 11月28日 - タチアナ・セルゲーエワ、作曲家
- 11月29日 - ロジャー・トラウトマン、ミュージシャン・音楽プロデューサー（+1999年・47歳没）
- 11月30日 - 三好鉄生、歌手・俳優
- 12月1日 - ジャコ・パストリアス、ジャズ及びフュージョンベーシスト（+ 1987年・35歳没）
- 12月1日 - ヨス・ファン・デル・コーイ、オルガン奏者
- 12月3日 - 永井秀和、俳優・歌手
- 12月5日 - 小林和生、ベーシスト、元RCサクセション
- 12月5日 - 松尾清憲、ミュージシャン
- 12月6日 - 斉藤伸子、歌手・うたのおねえさん
- 12月6日 - ダニエル・アドニ、ピアニスト
- 12月13日 - ミッキー吉野、ミュージシャン、ゴダイゴ
- 12月16日 - マーク・ハード、ミュージシャン（+1992年・40歳没）
- 12月16日 - ロベン・フォード、ギタリスト
- 12月20日 - 鈴木茂、歌手、元はっぴいえんど/ティン・パン・アレー/元ハックルバック/元WITH YOU
- 12月21日 - 高田みどり、打楽器奏者
- 12月23日 - アンソニー・フィリップス、ギタリスト、元ジェネシス
- 12月24日 - 千葉和臣、ギタリスト、海援隊
- 12月26日 - ジョン・スコフィールド、ギタリスト
- 12月27日 - カーラ・ボノフ、シンガーソングライター
- 12月27日 - サンディー、歌手
- 12月29日 - イヴォンヌ・エリマン、シンガーソングライター
- 12月29日 - フィリップ・スパーク、作曲家
- 12月31日 - ジミー・ハスリップ、ベーシスト
- 12月31日 - トム・ハミルトン、ベーシスト、エアロスミス

月日不明
- 青木真一、ベーシスト、元村八分（+2014年・63歳没）
- 赤石敏夫、作曲家
- アレックス・アル、ベーシスト
- いしざかびんが、作曲家・作詞家・ギタリスト
- 岩竹徹、音楽学者
- 笠原潔、音楽学者（+2008年）
- 川上洋司、声楽家
- クリストファー遙盟、尺八奏者
- KURO、作詞家（+1997年）
- 佐藤巌、作曲家
- 澤和雄、ゲーム音楽作曲家
- シルヴァン・旭西・ギニャール、筑前琵琶奏者・音楽学者
- 杉原志啓、音楽評論家
- 杉本竜一、作曲家
- 田中京、音楽評論家
- 陳其鋼、作曲家
- デヴィッド・パーカー、レコーディング・エンジニア
- 富所正一、シンガーソングライター（+1977年・25歳没）
- 永井隆雄、ジャズピアニスト
- 中川真、音楽学者
- 灘井誠、バリトン歌手（+2007年・56歳没）
- パトリシア、歌手
- 花岡和生、リコーダー奏者
- ベアンテ・ボーマン、チェリスト・宣教師
- マッシミリアーノ・ダメリーニ、ピアニスト
- 松原千振、合唱指揮者
- ヨハン・ヒンドラー、クラリネット奏者
- レーモンド松屋、シンガーソングライター

## 死去
- 2月16日 - 尾高尚忠、作曲家（* 1911年）
- 3月6日 - アイヴァー・ノヴェロ、作曲家・歌手・俳優（* 1893年）
- 3月22日 - ウィレム・メンゲルベルク、指揮者（*1871年）
- 4月2日 - シモン・バレル、ピアニスト（* 1896年）
- 4月7日 - 金須嘉之進、音楽家（* 1867年）
- 6月4日 - セルゲイ・クーセヴィツキー、指揮者（* 1874年）
- 6月9日 - アドルフ・ブッシュ、ヴァイオリニスト（* 1891年）
- 7月13日 - アルノルト・シェーンベルク、作曲家（*1874年）
- 8月15日 - アルトゥル・シュナーベル、ピアニスト（* 1882年）
- 8月21日 - コンスタント・ランバート、作曲家（* 1905年）
- 9月14日 - フリッツ・ブッシュ、指揮者（* 1890年）
- 11月9日 - シグマンド・ロンバーグ、作曲家（* 1887年）
- 11月13日 - ニコライ・メトネル、作曲家・ピアニスト（* 1880年）